# Ángel Gari Lacruz
Gari  Lacruz est un nom espagnol. Le premier nom de famille, en général paternel, est Gari ; le second, en général maternel, souvent omis, est Lacruz.

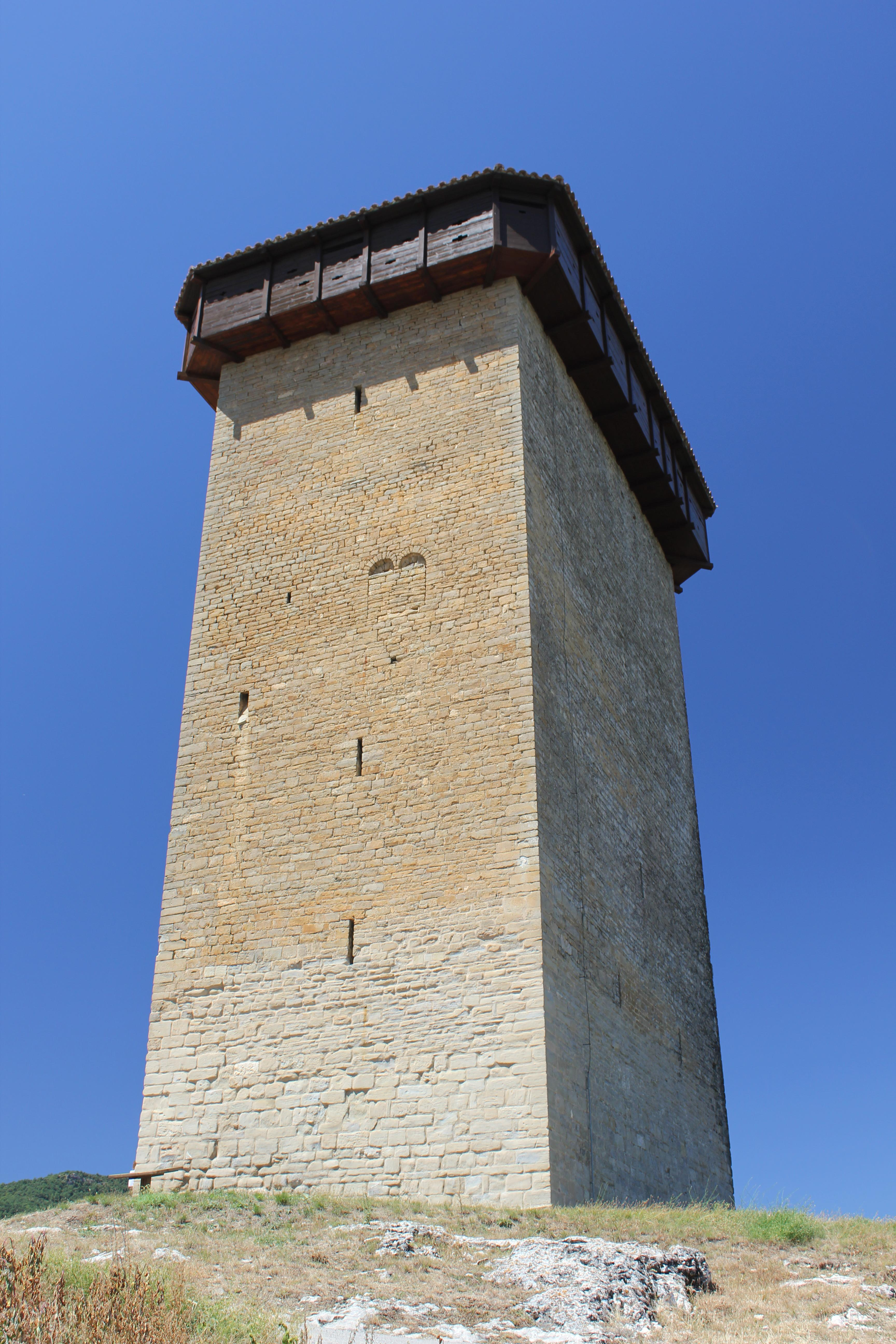
La tour d’Abizanda, siège du Musée des croyances et de la religiosité populaires des Pyrénées centrales

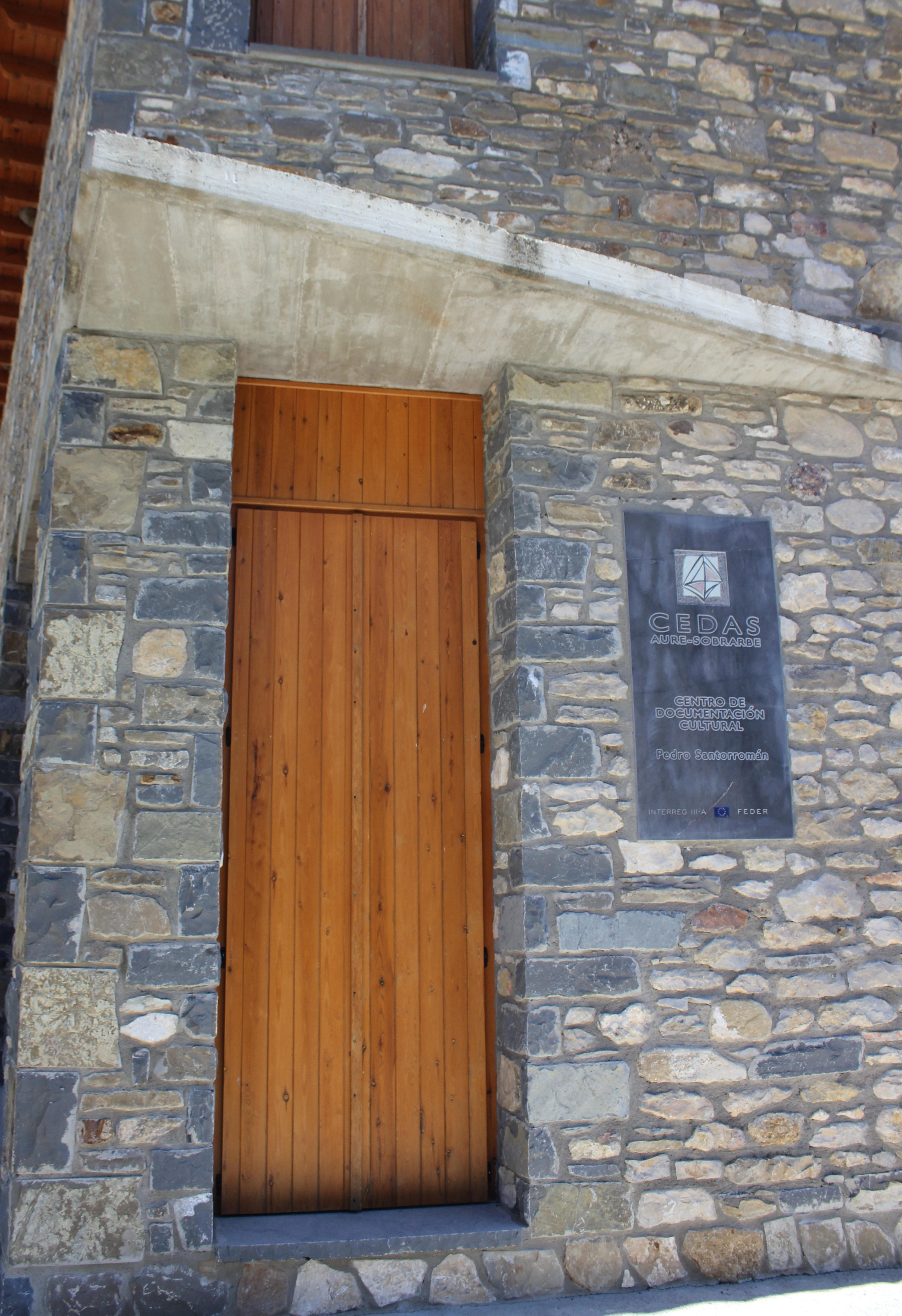
L’entrée du CEDAS à Abizanda

Ángel Gari Lacruz, né le 7 mai 1944 à Huesca (Aragon, Espagne), est un anthropologue et ethnologue, spécialiste de la sorcellerie en Aragon.

## Biographie
Ses parents,  Ángel Gari Larroy et Teresina Lacruz Abardía, sont enseignants à Huesca, dirigeants de la Academia Gari par laquelle passeront plus de trois mille élèves. À l’âge de sept ans, il subit une attaque de méningite qui le paralyse et lui fait perdre la vue. Il est presque condamné par les médecins, mais ses parents vont chercher des traitements en Allemagne, aux États-Unis, à Madrid, et peu à peu il récupère sa mobilité.
Il suit des études universitaires à Saragosse, à la Faculté de Philosophie et de Lettres. Il s’intéresse aux sujets les plus variés touchant à l’histoire et l’anthropologie, notamment auprès du grand maître Julio Caro Baroja, et devient un expert en sorcellerie, croyances populaires et anthropologie. Il est licencié en géographie et histoire à l’Université de Saragosse. Sa thèse (1971) concerne le sorcier Pedro de Arruebo, elle est suivie par une thèse de doctorat (1976) sur la sorcellerie et l’Inquisition en Aragon au XVIIe siècle.
En 1979, il est le fondateur et le premier président de l’Institut aragonais d’Anthropologie, et codirecteur de la seule revue aragonaise d’anthropologie, Temas Il est également conseiller de l’Institut d’études du Haut-Aragon, ainsi que de multiples autres sociétés.
Depuis 1990, il est professeur d’anthropologie au master de gérontotologie de l’université centrale de Barcelone et a fait partie de l’équipe qui a créé un cours de gérontologie au Brésil.
Il est le créateur et le directeur du Musée des croyances et de la religiosité populaires des Pyrénées centrales installé en 1990 dans le donjon de Abizanda (Huesca). Avec le CEDAS, Centre d’études et de documentation Aure-Sobrarbe, il institue une collaboration transfrontalière entre les municipalités d’Abizanda et d’Ancizan (Hautes-Pyrénées, France), avec l’objectif de fonder un centre de documentation pour conserver et défendre la culture traditionnelle sur les deux versants des Pyrénées.
Ángel Gari Lacruz a reçu en 2004 le prix de la Fondation Uncastillo.

## Publications
- Brujería e Inquisición en el Alto Aragón en la primera mitad del siglo xvii, DGA, Saragosse, 1991 ; rééd. Delsan, Saragosse, 2007.

## Sources
- Ángel Gari, el investigador esotérico
- Entrevista : Ángel Gari